# Humboldt, Kansas
Humboldt är en ort i Allen County i Kansas. Vid 2020 års folkräkning hade Humboldt 1 847 invånare.